# Sede titolare di Rosalia
Rosalia (in latino: Rosaliensis) è una sede titolare soppressa della Chiesa cattolica.
Le fonti collocano questa sede nella provincia romana di Pisidia senza alcuna indicazione sulla metropolia di appartenenza.
La sede titolare è stata soppressa con un decreto di Propaganda Fide nel 1894.

## Cronotassi dei vescovi titolari
- Nicolò Tonni † (? deceduto)
- Arthus de Lionne, M.E.P. † (5 febbraio 1687 - 2 agosto 1713 deceduto)
- Jean-Jacques Tessier de Quéralay † (17 settembre 1717 - 27 settembre 1736 deceduto)
- Francisco Gutiérrez Galeano, O. de M. † (3 settembre 1738 - 25 gennaio 1745 nominato vescovo di Huamanga)
- Johann Gottfried Groß von Trockau † (8 marzo 1745 - 15 settembre 1750 deceduto)
- Jean-Antoine Buocher, O.F.M. † (21 gennaio 1752 - 5 novembre 1765 deceduto)
  - Giovanni Antonio Pompeiana, O.F.M. † (22 marzo 1808 - ?) (vescovo eletto)
  - Luis García Guillén, O. de M. † (19 ottobre 1830 - ?) (vescovo eletto)
- Fedele Sutter, O.F.M.Cap. † (5 luglio 1844 - 2 agosto 1881 nominato arcivescovo titolare di Ancira)
- Henry Pinckney Northrop † (16 settembre 1881 - 27 gennaio 1883 nominato vescovo di Charleston)
- Andrés Chinchón, O.P. † (11 dicembre 1883 - 1º maggio 1892 deceduto)
- Janos Jung † (19 gennaio 1893 - 27 febbraio 1917 deceduto)